# Microstilbon burmeisteri
La stella dei boschi codasottile o silvistella codasottile (Microstilbon burmeisteri (P.L.Sclater, 1888)) è un uccello della famiglia Trochilidae. È l'unica specie nota del genere Microstilbon.

## Descrizione
È un colibrì di piccola taglia, lungo 7–9 cm, compresa la coda.

## Distribuzione e habitat
La specie è diffusa sui rilievi andini della Bolivia e del nord dell'Argentina.